# برج هنکوک
برج هنکوک، (به انگلیسی: Hancock Tower) آسمان‌خراش ۶۰ طبقه به ارتفاع ۲۴۰ متر، با کاربری اداری-تجاری است، که در شهر بوستون، ماساچوست، ایالات متحده آمریکا مستقر می‌باشد. پروژه ساخت این ساختمان در سال ۱۹۶۸ آغاز شد و در سال ۱۹۷۶ تکمیل و افتتاح گردید.

## نگارخانه

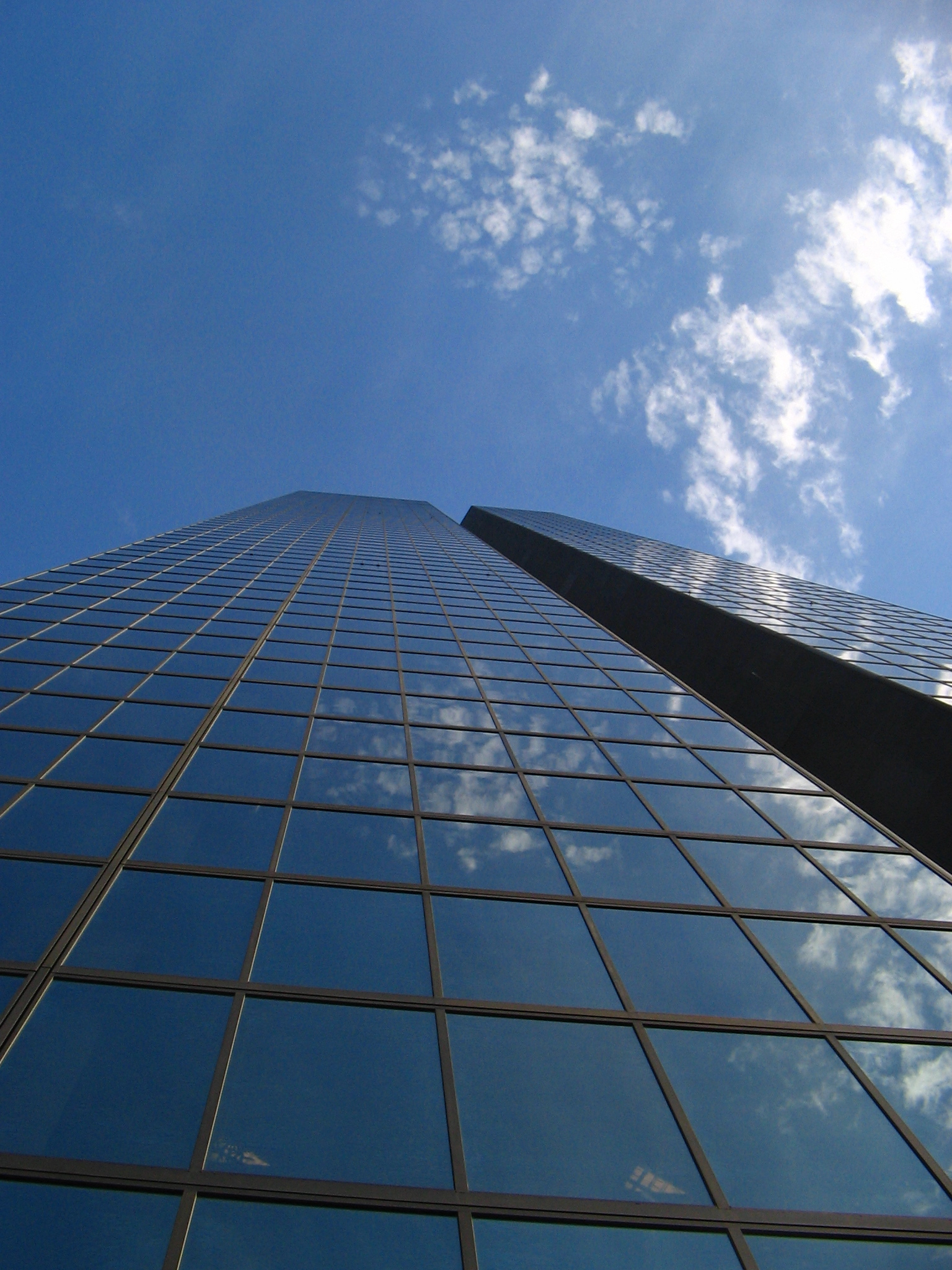
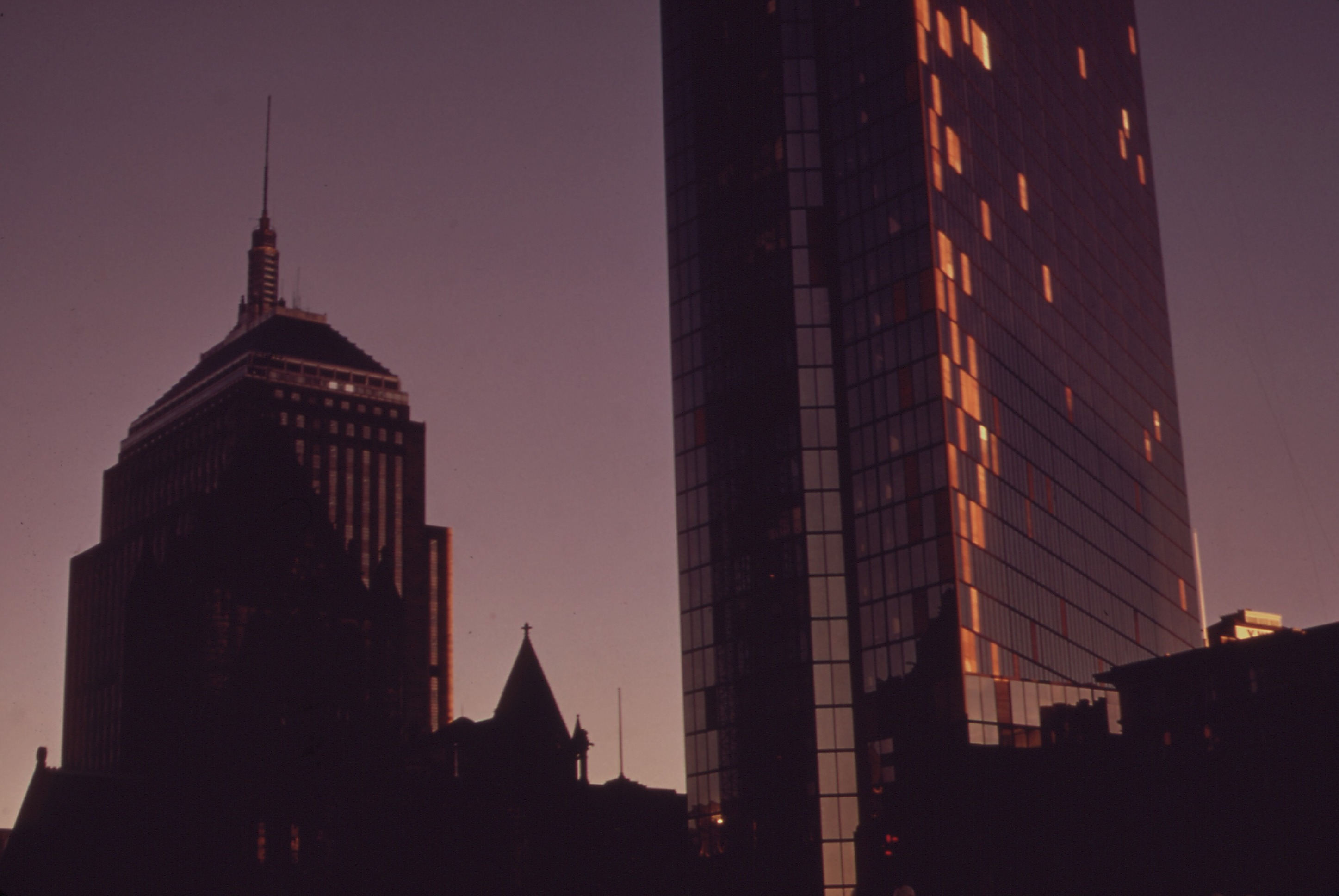